# Wanda Bieler
Wanda Bieler (Aosta, 7 luglio 1959) è un'ex sciatrice alpina italiana.

## Biografia
Sciatrice polivalente originaria di Gressoney-Saint-Jean e cugina di Franco, a sua volta sciatore alpino, fece parte dal 1975 al 1982 della nazionale femminile. In Coppa del Mondo ottenne il primo piazzamento di rilievo il 21 gennaio 1976 a Bad Gastein in discesa libera (5ª) e nella stessa stagione prese parte ai XII Giochi olimpici invernali di Innsbruck 1976, sua prima presenza olimpica, classificandosi 20ª nella discesa libera, 8ª nello slalom speciale e non concludendo lo slalom gigante; l'anno dopo agli Europei juniores di Kranjska Gora 1977 vinse la medaglia d'oro nello slalom speciale.
Anche ai XIII Giochi olimpici invernali di Lake Placid 1980, sua ultima presenza olimpica, non completò lo slalom gigante, unica gara cui prese parte; ottenne l'unico podio in Coppa del Mondo nello slalom gigante di Aspen dell'8 marzo 1981, 3ª alle spalle della statunitense Tamara McKinney e della svizzera Erika Hess. Il suo ultimo piazzamento in Coppa del Mondo fu il 12º posto ottenuto nello slalom speciale di Berchtesgaden del 23 gennaio 1982 e il suo ultimo piazzamento internazionale fu il 15º posto ottenuto nella medesima specialità il 5 febbraio seguente ai Mondiali di Schladming 1982; l'ultimo risultato della sua carriera fu la medaglia di bronzo vinta nello slalom gigante ai Campionati italiani 1983.

## Palmarès

### Europei juniores
- 1 medaglia[2]:
  - 1 oro (slalom speciale a Kranjska Gora 1977)

### Coppa del Mondo
- Miglior piazzamento in classifica generale: 17ª nel 1981
- 1 podio (in slalom gigante):
  - 1 terzo posto

### Campionati italiani
- 6 medaglie[5][6][7][8]:
  - 2 ori (discesa libera nel 1977; slalom gigante nel 1981)
  - 3 argenti (slalom gigante nel 1978; slalom gigante, slalom speciale nel 1980)
  - 1 bronzo (slalom gigante nel 1983)